# Gallerie d'Italia - Milano
Le Gallerie d'Italia - Milano (o Gallerie di Piazza della Scala) sono uno spazio espositivo con sede a Palazzo Anguissola Antona Traversi, Palazzo Brentani ed il Palazzo della Banca Commerciale Italiana, nel centro di Milano.
La collezione Da Canova a Boccioni. Le collezioni della Fondazione Cariplo e di Intesa Sanpaolo attraversa un intero secolo di storia dell'arte: l'Ottocento italiano. Il percorso ha inizio con una magnifica sequenza di tredici bassorilievi in gesso di Antonio Canova ispirati a Omero, Virgilio e Platone, e si conclude altrettanto emblematicamente con quattro capolavori di Umberto Boccioni, fondamentali per comprendere il decisivo passaggio dal Divisionismo al Futurismo. Nelle sale del museo si trovano le opere dei grandi maestri dell’Ottocento come Francesco Hayez, Francesco Filippini, Gerolamo Induno, Sebastiano De Albertis e Giuseppe Molteni.
Le opere d'arte della collezione Cantiere del 900.2 riuniscono un patrimonio proveniente dai diversi istituti di credito confluiti nel Gruppo Intesa Sanpaolo, e delineano un percorso culturale che attraversa tutto il Novecento. Nell'attuale raccolta vicende e protagonisti dell'arte italiana del XX secolo sono ampiamente rappresentati: dai quattro capolavori di Boccioni alle opere di Balla, Carrà, de Chirico, Funi, Mafai, Sironi, Rosai, Spadini, Tosi, Zanini (oltre a una importante presenza di autori del primo Novecento di carattere "regionale"), fino alla parte più cospicua che copre quasi tutte le tendenze proposte nell’arte italiana del secondo Novecento, tra cui Renato Guttuso, Piero Manzoni, Michelangelo Pistoletto, Salvatore Garau e Mario Schifano.

## L'Ottocento
Il percorso propone 198 opere dell’Ottocento, di ambito soprattutto lombardo, provenienti dalle raccolte d’arte della Fondazione Cariplo e di Intesa Sanpaolo. Partendo dal Neoclassicismo, documentato dai bassorilievi canoviani, si giunge alle soglie del Novecento con le tele prefuturiste di Boccioni, passando attraverso un secolo di pittura italiana rappresentata dai dipinti storici di Hayez, dalle battaglie risorgimentali, da vedute e paesaggi, dalle scene di genere e dai capolavori del Simbolismo.

## Il Novecento
Cantiere del ’900 è il progetto dedicato alla valorizzazione della collezione di opere del XX e XXI secolo di Intesa Sanpaolo, raccolta che riveste una notevole importanza nel panorama collezionistico italiano per la qualità e la completezza con cui documenta la produzione artistica del periodo. È formata complessivamente da oltre 3000 opere, provenienti dalle numerose istituzioni bancarie confluite nel Gruppo, a cominciare da quelle della Banca Commerciale Italiana, di cui il palazzo di Piazza della Scala era la sede centrale. Le collezioni accolgono nuclei rilevanti delle principali tendenze dell’epoca, approfondendo in particolare la produzione e i protagonisti del secondo dopoguerra. Il nuovo allestimento del Cantiere del ’900 si sofferma su una scelta di capolavori dell’arte degli anni Cinquanta-Ottanta, che racconta diversi percorsi attraverso cinque sale e il salone che le connette. Accanto a opere di Fontana, Burri, Vedova, Afro, Dorazio, Schifano, Manzoni, che esprimono le posizioni esposte fra gli anni Cinquanta e Sessanta nei diversi centri dell’arte del tempo, vengono proposte alcune delle direzioni in cui la ricerca formale del periodo si è espressa.

## Il Caveau
Il caveau dell’ex Banca Commerciale Italiana, oggi Gallerie d'Italia - Milano, non contiene più cassette di sicurezza ma custodisce qualcosa di altrettanto prezioso: circa 500 dipinti appartenenti alla collezione Intesa Sanpaolo. Le opere d’arte sono appese su pannelli di rete scorrevoli, con un sistema ottimale per l’archiviazione e la conservazione, realizzato in modo da tenere le opere in vista, quasi a creare piccoli, inaspettati percorsi espositivi.

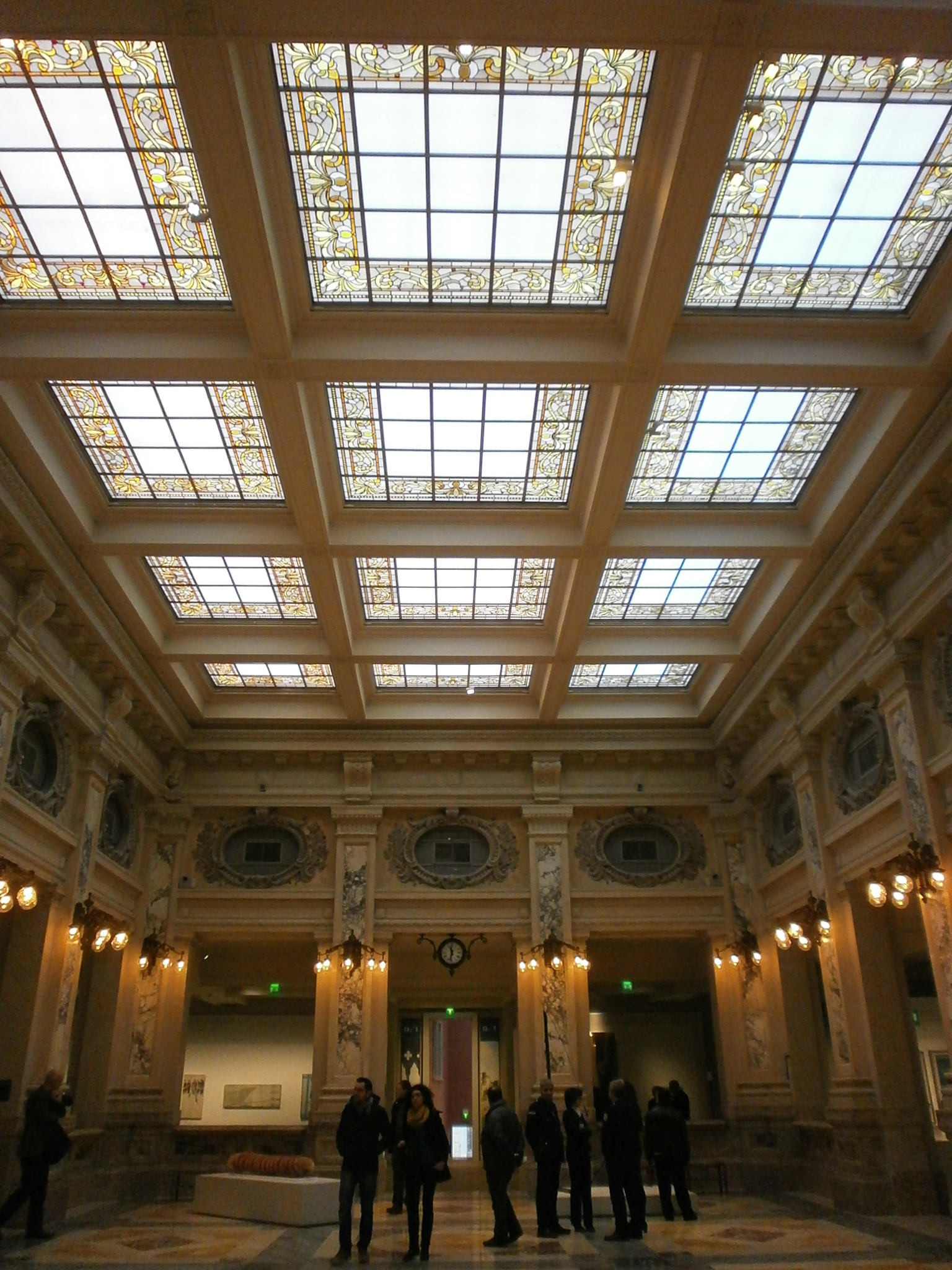
Una sala del museo nella sezione espositiva dedicata al '900